# Краслянський Анатолій Андрійович
Краслянський Анатолій Андрійович — український журналіст. Лауреат премії «Золоте перо». Заслужений журналіст України.
Народився 14 вересня у с. Безуглівка Київської обл. Закінчив факультет журналістики Київського державного університету ім. Т. Г. Шевченка (1967). Працював у пресі, був членом сценарної колегії Держкіно України (1974—1976), головним редактором Київської кіностудії ім. О. П. Довженка (1976—1979), головним редактором літературно-драматичних програм Українського телебачення (1981—1990). З 1990 р. — в газеті «Голос України».
Автор сценаріїв ряду документальних фільмів: «Шлях до тунелю» (1975), Премія «Срібний голуб» на Міжнародному кінофестивалі у Лейпцигу), «Вулиця юності» (1976).
Член Національної спілки журналістів України.